# 順天巴士總站
順天巴士總站（英文：Shun Tin Bus Terminus），位於觀塘區順天邨天榮樓、天樂樓中間，鄰近為順安邨，總站內設有分站令乘客前往各區。現時順天總站共有6條巴士路線及3條小巴路線作為終點站。

## 歷史
- 1982年9月9日，27K線投入服務。
- 1982年10月26日，26線投入服務，以取代豪華巴士209線。
- 1997年10月5日，27K改稱27。
- 2018年9月17日，26X線投入服務。
- 2022年12月5日，26X線增設上午往尖沙咀班次
- 2024年1月2日，27X線投入服務。

## 總站巴士路線資料

### 九龍巴士23線(特別班次)
- 順天 → 觀塘碼頭

### 九龍巴士26、26X線
26
- 順天 ↔ 尖沙咀東

1982年10月26日投入服務，以取代豪華巴士209線（順利至尖沙咀）駛經的地區。本線初時往來順天至麗閣，不過當時的路線也甚為迂迴，在過新清水灣道後，由新蒲崗直入土瓜灣和紅磡，然後再入油麻地和旺角到深水埗。由於來往四順區至旺角已有直接的27K（現稱27線）來往該區，而四順區往來深水埗及長沙灣已經有直接的42線往來，乘搭本線往來西九龍的乘客不多，本線便於1984年11月22日改為往尖沙咀（當時總站設於現力寶太陽廣場），來往麗閣至土瓜灣的一段由同日開辦的6F（麗閣←→九龍城碼頭）替代行走。
26X
- 順天 ↔ 尖沙咀東

2018年9月7日投入服務，起訖點跟26線相同，但新蒲崗至紅磡之間不停站，只於平日繁忙時間服務。

### 九龍巴士27線
- 順天 ↺ 旺角

1982年9月9日投入服務，當時的編號是27K。開辦時往來順天邨至旺角火車站（現稱旺角東鐵路站），以循環線形式運行，當時除方便四順區居民往來旺角外，亦提供九廣東鐵（現稱港鐵東鐵綫）接駁服務，1992年5月18日起增派空調巴士行走，不過初時只於平日下午開出數班空調巴士，其後才不斷增加空調巴士數量。1997年10月5日起更改編號為27，起訖名稱改為順天至旺角。本線的行車路線，在旺角區曾經作出一次改動，於1994年5月18日起改經彌敦道、旺角道及洗衣街返回亞皆老街東行。另外，為配合順利紀律部隊宿舍入伙，於2002年8月3日繞經順利消防局外。由於本線能到達九龍市區的主要購物區，加上車費便宜及班次相當頻密，因此客量一直保持高水平。

### 九龍巴士27X線
- 順天 ↔ 奧運站

2024年1月2日投入服務，途經大角咀、旺角、九龍城、新蒲崗及彩雲邨，只於平日繁忙時間服務。

### 九龍巴士215R線
- 香港體育館 → 順天

### 九龍巴士216R線
- 佐敦（匯民道） → 順天

## 總站小巴路線

### 九龍區專線小巴49線
- 順天 ↔ 九龍城碼頭

### 九龍區專線小巴49M線
- 順天 ↔ 坪石（彩虹站）

### 九龍區專線小巴54線
- 順天 ↔ 樂富

### 九龍區專線小巴54M線
- 順天 ↔ 坪石（彩虹站）

## 車坑分佈
| 車坑分佈（以入口最左邊起計） | 車坑分佈（以入口最左邊起計） | 車坑分佈（以入口最左邊起計） |
| 車坑編號                     | 車坑數目                     | 路線 |
| ---------------------------- | ---------------------------- | --- |
| 1                            | 雙坑                         | 九龍巴士27、27X線 |
| 2                            | 單坑                         | 九龍巴士14D及26M（往彩虹）、290A、N290線 過海隧道巴士619、619P及619X（往中環）線                                                    |
| 3                            | 單坑                         | 九龍巴士14D（往油塘）、14H、23、23M、26M（往觀塘）、N216線 過海隧道巴士619及619X（往順利）、N619（雙向途經）線 城巴A26、E22P、N26線 |
| 4                            | 單坑                         | 後備 |
| 5                            | 單坑                         | 九龍巴士26、26X線 |

## 利用狀況
由於兩線運量高，直達九龍市區及各線經過。加上在四順區大型屋邨──順天邨中，因此有不少居民利用前往市中心區。

## 外部連結
- 九巴 （页面存档备份，存于）
- 順天邨巴士總站 （页面存档备份，存于），城巴 ／新巴